# Harem (film)
Harem è un film del 1985 diretto da Arthur Joffé.

## Trama
Diane è una giovane donna americana, la quale viene rapita da uno sceicco arabo e tenuta prigioniera nel suo harem. In un primo momento lei cerca di fuggire, ma  col tempo si innamora del suo rapitore, e i due trascorreranno pochi giorni in un albergo. Poi Diane torna a New York, in attesa di ritrovarsi con il principe Selim, ma quest'ultimo proprio quando sta per partire dal deserto, viene ucciso in un momento di anarchia da uno dei suoi servi.

## Premi
All'edizione 1986 dei Premi César, i massimi riconoscimenti nel campo cinematografico della Francia, Harem ha ottenuto 2 premi: Premio César per i costumi e migliore opera prima, e un premio minore per la migliore locandina.